# Rafał Turkowiak
Rafał Turkowiak (ur. 1966 w Gołanicach koło Leszna) – polski lutnik, budujący jedne z najbardziej innowacyjnych gitar świata. 
Swoją pasję budowniczego instrumentów i lutnika zawdzięcza ojcu stolarzowi i dziadkowi kołodziejowi, którzy zaszczepili w nim miłość do obróbki drewna. Lata doświadczeń i badań w dziedzinie budowy gitar i optymalizacji brzmienia gitary klasycznej zaowocowały serią innowacyjnych rozwiązań mieszczących Rafała Turkowiaka pośród najlepszych lutników na świecie.
Tytuł czeladnika w rzemiośle stolarstwo uzyskał w 1984 roku w Poznaniu.
Od 2007 roku członek Amerykańskiej Gildii Lutników (Guild of American Luthiers).

## Instrumenty
Rafał Turkowiak specjalizuje się w tworzeniu gitar lutniczych. Jego sztandarowe innowacje tuby akustyczne, rezonator typu "WAVE" i mostek przelotowy to opatentowane rozwiązania, które zastosował jako pierwszy na świecie.